# Marcus Birro
Marcus Adriano Birro, född 15 juni 1972 i Göteborg, är en italiensk-svensk författare, skribent och programledare.
Birro var fram till november 2014 krönikör för Expressen, och är krönikör för Världen idag.

## Biografi
Marcus Birro föddes i Göteborg. Hans far kom från Italien och modern är svensk, båda arbetade inom sjukvården. Han är yngre bror till författaren Peter Birro. Birro växte upp i stadsdelen Angered i Göteborg. Under tonårstiden spelade han med vänner i ett rockband.
Birro är enligt egen uppgift endast italiensk medborgare. Han har varit gift tre gånger. Mellan 2011 och 2015 var han gift skribenten Jonna Vanhatalo och tillsammans fick de två barn. Mellan 2018 och 2023 var han gift med Michaela Kälveskog. Sedan 2024 är han gift med reportern Alexandra Glahns.
Birro har gått ut som nykter alkoholist och skrivit texter och bedrivit kampanjer om ämnet. Birro är trogen supporter till fotbollsklubbarna Örgryte IS och AS Roma. 

## Yrkesverksamhet
Marcus Birro debuterade som poet 1992. Runt 1999 var Birro med och startade radioprogrammet Frank i P3 som hördes mellan 1999 och januari 2007.
Birro samarbetade med supporterportalen SvenskaFans.com, där han bedrev en blogg, och medverkade på sportkanalen fantv.se, i programmet Eurotalk och Premier League-sändningarna i Canal+. Han har också en egen blogg där han kommenterar italiensk fotboll.
2005 debuterade Birro som dramatiker genom att sätta upp pjäsen Krig hela tiden i en före detta industrilokal i Norrköping. Olle Ljungström och Stry Terrarie medverkade musikaliskt och Göran Ragnerstam var röstskådespelare. Tobias Almborg hade huvudrollen. År 2006 medverkade sedan Birro i projektet Du är Christer Pettersson, du också, återigen tillsammans med Stry Terrarie.
Han har varit programledare på SR Östergötland, bland annat för Karlavagnen i Sveriges Radio P4. Han var också krönikör på Sveriges Radio P3. Hösten 2008 efterträdde han Alex Schulman som bisittare åt Lennart Ekdal i TV-programmet Kvällsöppet i TV4. Han fick i uppdrag att skriva boken till Imperiet-boxen Silver, guld och misär som gavs ut 10 juni 2009, och 2010 deltog han fram till avsnitt 6 i Let's Dance.
I september samma år gavs hans roman Att leva och dö som Joe Strummer ut. I samband med boksläppet gav sig Birro ut på en turné, där han hade med sig Wayne Hussey, frontman i rockbandet The Mission och tidigare medlem i The Sisters of Mercy.
Säsongen 2009–2010 vann han På spåret tillsammans med Johanna Koljonen. Då hade han redan deltagit 2008–2009 tillsammans med Tina Ahlin. Birro och Koljonen deltog igen nästa säsong 2010–2011, och även i ”mästarsäsongen” 2012–2013. Paret gick då vidare till kvartsfinal.
Från hösten 2011 var det tänkt att han skulle leda Kvällsöppet med Birro i TV4. På grund av sin kandidatur till partiledarposten i Kristdemokraterna blev han dock avskedad från denna tjänst. Den 21 maj 2013 skrev Birro på sin blogg om ett nytt bokprojekt på temat tro.
Birro var finlandssvenska Vegas sommarpratare år 2014. I maj 2016 tillkännagavs att han skulle bli programledare för Curva Birro, ett EM-magasin på Nyheter24 med dagliga avsnitt under hela Europamästerskapen (totalt 30 avsnitt).
Den 6 augusti 2020 släppte han Mitt liv : inget försvarstal om Daniel Kindberg. Samma månad blev det bekräftat att han fick uppdraget att skriva en självbiografi om Lasse Berghagen, vilken gavs ut 2022 som Hej livet! en biografi med en blandning av sött och salt.

### Studio Allsvenskan
Tillsammans med Henrik Eriksson och Philip Degiorgio har Birro grundat podden Studio Allsvenskan, på uppdrag av Nyheter24. 24 maj 2017 släpptes det första avsnittet. Sedan dess har man publicerat mer än 500 avsnitt, och kända spelare som Felix Beijmo, David Fällman och Nikola Djurdjic har gästat programmet.

## Politik

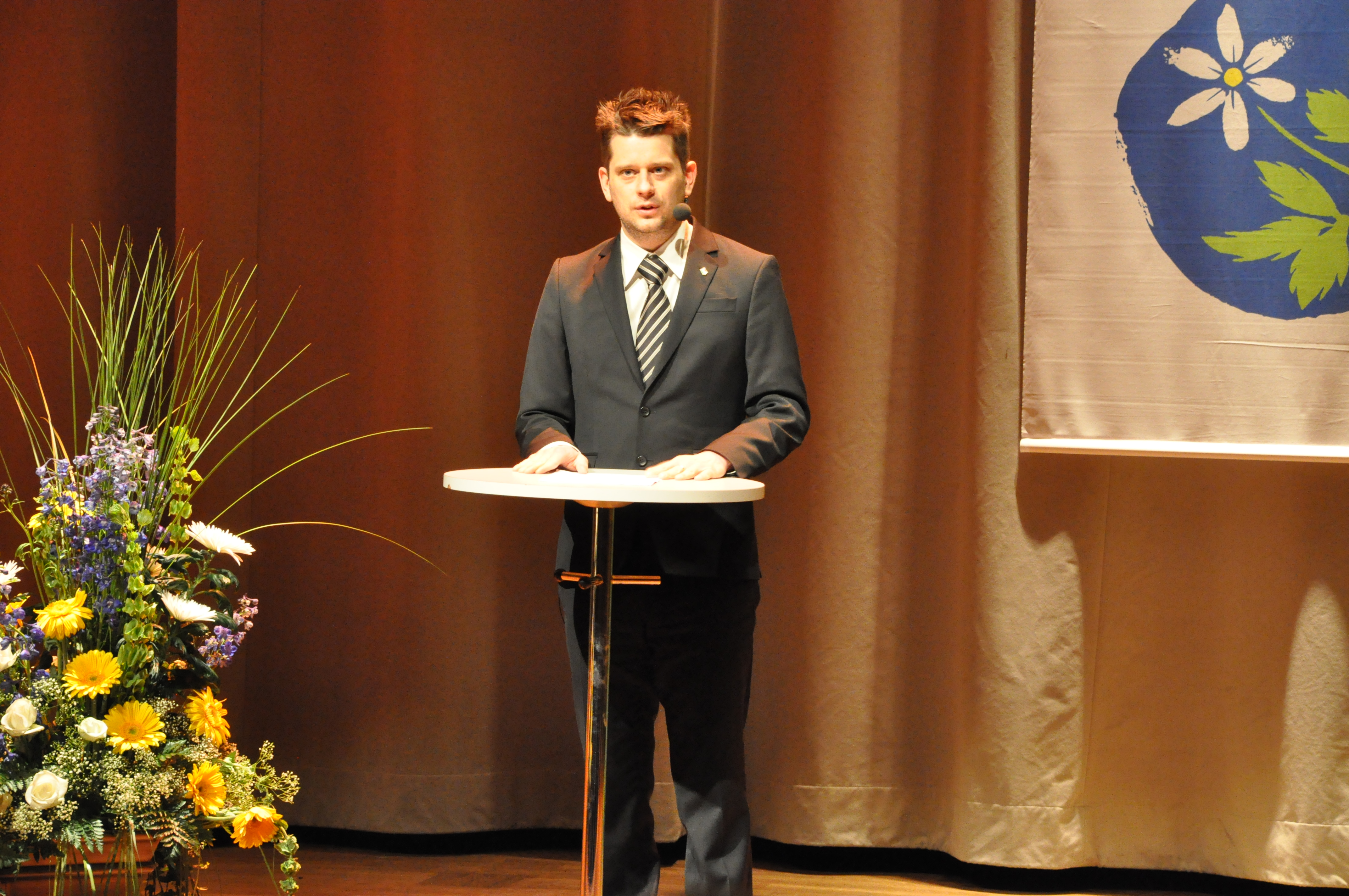
Marcus Birro på Kommun- och landstingsdagarna i Jönköping 2010.

Den 1 maj 2010 gick Birro i tåget tillsammans med Kristdemokraterna. Den 2 oktober 2011 meddelade han att han skulle kandidera till partiledare för Kristdemokraterna, men redan dagen efter drog han tillbaka sin partiledarkandidatur. Birro var inte svensk medborgare vid tillfället och hade inte heller röstat på Kristdemokraterna i kommunala valen, vilket han som utländsk medborgare boende i Sverige har rätt att göra.

## Religion
Marcus Birro är medlem i Svenska kyrkan. Han har dock uttryckt sympatier för katolicismen, för vilket han ofta sammankopplats med i media, och meddelade 2014 avsikt att i framtiden konvertera till katolska kyrkan.

## Kontroverser
I november 2014 blev Birro avskedad från Expressen efter att ha kritiserat islam på Twitter samt ha medverkat i en sverigedemokratisk podcast. Två månader senare blev han avskedad som skribent från fotbollssajten Solo Calcio, efter att ha ätit lunch med två ledande Sverigedemokrater.

## Priser och utmärkelser
- 2004 – Litteraturklubbens stora litteraturpris för Landet utanför
- 2006 – Nöjesguidens pris bästa läsning
- 2007 – Dan Andersson-priset
- 2007 – Årets östgöte
- 2008 – Guldskölden Sveriges bästa sportbloggare och krönikör
- 2009 – Stora bloggpriset kategorin Sport & Fritid[31]
- 2015 – Johnny Bode-priset